# Charles-Hyacinthe de Galléan
Charles-Hyacinthe de Galléan markiz de Salerne et des Issards (ur. 12 kwietnia 1716, zm. 18 sierpnia 1754 w Awinionie) – francuski dyplomata i poseł

## Życiorys
Służył podczas wojny o sukcesję polską (1733-1738). Walczył w Niemczech przeciw armii austriackiej. W latach 1746–1752 poseł nadzwyczajny Francji w Polsce, a potem w Sabaudii. W roku 1731 poślubił Charlotte-Yolande-Félicité.